# Hephathus unicolor
Hephathus unicolor är en insektsart som beskrevs av Lindberg 1926. Hephathus unicolor ingår i släktet Hephathus och familjen dvärgstritar. Inga underarter finns listade i Catalogue of Life.